# Mentales Modell
Ein mentales Modell ist die Repräsentation eines Gegenstandes oder eines Prozesses im Bewusstsein eines Lebewesens. 
Da die in der Welt vorhandenen Informationen bereits von den Sinnesorganen und auch vom Gehirn massiv gefiltert und verändert werden, ist ein mentales Modell immer nur ein Ausschnitt, ein „reduziertes“ Abbild eines Teils der Wirklichkeit. Dennoch bleiben bei „guten“ mentalen Modellen die relevanten Aspekte der Wirklichkeit erhalten, insbesondere ihre Struktur, dann handelt es sich um Homomorphismen.

## Begriffsentwicklung
Ludwig Wittgenstein beschreibt diese Idee im Abschnitt 2.1 seines Tractatus Logico-Philosophicus (1918): „Wir machen uns Bilder der Tatsachen. Das Bild ist ein Modell der Wirklichkeit. Den Gegenständen entsprechen im Bilde die Elemente des Bildes.“
1927 erschien das Buch Le dessin enfantin von Georges-Henri Luquet (1876–1965), in dem er analysiert, wie Kinder die Welt in ihren Bildern darstellen. Diese enthalten sehr häufig „Erklärungen“ der Welt, wie z. B. Ursache-Wirkung-Zusammenhänge. Daraus lässt sich schließen, dass Kinder ihre Wahrnehmungen intern verknüpfen, diese in einem für sie sinnvollen internen Modell anordnen. Jean Piaget bezeichnet Luquets Buch als wichtige Inspiration für seine Theorie der mentalen Logik (1958). 
Als Erfinder der Bezeichnung mental model gilt Kenneth Craik (1914–1945), der den Begriff 1943 in seinem Buch The Nature of Explanation ausführlich diskutiert.

## Psychologische Sichtweise
Mentale Modelle sind „subjektive Funktionsmodelle für technische, physikalische und auch soziale Prozesse sowie komplexe Gegebenheiten (z. B. syllogistische Schlussfolgerungen)“. Da wir die Entitäten der Welt seriell kennenlernen, also in kleinen Einzelschritten und diese nacheinander, müssen die wahrgenommenen Details vom Gehirn erst zu Ganzheiten zusammengefügt werden. Die so entstehenden mentalen Modelle weisen eine gegenüber der Wirklichkeit reduzierte Komplexität auf, wodurch die Bestandteile der Welt für das Arbeitsgedächtnis – mit seiner sehr begrenzten Kapazität – verarbeitbar werden. Die Komplexitätsreduktion geschieht, laut Philip Johnson-Laird und Dedre Gentner, auf drei Weisen:
1. quantitative Beziehungen werden auf qualitative reduziert
2. die betrachteten „Stichproben“ werden verkleinert
3. durch Analogiebildung wird auf bekannte Sachverhalte zurückgegriffen.[1]

Bei lernfähigen Lebewesen bleibt ein Teil der Wahrnehmungen im Gedächtnis – zumindest die „wichtigen“, dem Überleben dienenden. Bei ausreichender Intelligenz können in diesen Erfahrungen Muster erkannt und aus diesen wiederum Regeln abgeleitet werden. Über die Zeit entstehen so mentale Repräsentationen der individuell relevanten Ausschnitte der Welt.
Die Wahrnehmung variiert dabei durch die individuellen Gedächtnisinhalte, Stimmungen und Denkprozesse des Wahrnehmenden, die zum Aufbau des mentalen Modells benutzt werden – daraus resultiert, dass jedes Wesen eine eigene Wahrnehmung hat. Diese Modelle werden benötigt, um Informationen, die neu aufgenommen werden sollen, überhaupt erst in einen Kontext einordnen und somit verstehen und bewerten zu können. Mit der Neuaufnahme von Informationen und Eindrücken werden dann die Möglichkeiten zur Abbildung der Realität in ein mentales Modell für zukünftige Wahrnehmungen konstant erweitert, es tritt also ein Lerneffekt ein.
Dabei sind nicht nur die Komponenten des mentalen Modells bei jedem Menschen unterschiedlich, sondern auch ihre Gewichtung. Während einige Menschen eher bildhaft denken, orientieren sich andere eher an anderen Sinneseindrücken und Erfahrungen, wie beispielsweise Schmerz oder Glück.